# BUMP OF CHICKEN II ＜2005-2010＞
『BUMP OF CHICKEN II [2005-2010]』（バンプ オブ チキン にせんご から にせんじゅう）は、BUMP OF CHICKENのベスト・アルバム。2013年7月3日にトイズファクトリーより発売された。

## 概要
同バンド初となるベスト・アルバム。藤原基央の誕生日の4月12日に発売が発表された。本作品には2005年から2010年までにリリースされたシングルA面曲全曲と、無声映像作品から選出されている。選曲に関してはメンバーは「自分たちでは選べない」として関わっておらず、スタッフが選んでいる。
アートワークは蜷川実花が担当している。
オリコンチャートでは初登場2位を獲得。『BUMP OF CHICKEN Ⅰ [1999-2004]』が初登場1位を獲得したため、2013年7月15日付週間ランキング1・2位を独占した。1・2位独占は、シングル・アルバム共通で2007年10月リリースのシングル『花の名』『メーデー』以来約6年ぶり、アルバムとしては、2000年9月のメジャーデビュー以来初となった。
2010年までの楽曲で構成されているため、当時オリジナルアルバム未収録だった2011年以降の楽曲(「友達の唄」「Smile」「ゼロ」「グッドラック」「firefly」)は本作には未収録であり、のちに7th Album『RAY』に全曲収録される。

## 収録曲
1. プラネタリウム
9thシングル
2. カルマ
11thシングル2曲目
3. supernova
11thシングル1曲目
4. ギルド
4thアルバム『ユグドラシル』収録曲、1stオリジナル無声映像作品『人形劇ギルド』原作。
初出は2004年だが、『人形劇ギルド』のリリース（2006年9月）に位置づけて収録。
5. 涙のふるさと
12thシングル
6. 花の名
13thシングル
本作にはシングルバージョンで収録。
7. メーデー
14thシングル
本作にはシングルバージョンで収録。
8. R.I.P.
15thシングル1曲目
本作にはシングルバージョンで収録。シングルバージョンはアルバム初収録。
9. Merry Christmas
15thシングル2曲目
アルバム初収録。
10. HAPPY
16thシングル
11. 魔法の料理 〜君から君へ〜
17thシングル
本作にはアルバムバージョンで収録。
12. モーターサイクル
18thシングル2曲目
13. 宇宙飛行士への手紙
18thシングル1曲目

- 隠しトラックに「くちびる」が収録されている。歌詞は白いプラスチックケースの下に白い紙で隠されており、外すことで閲覧できる